# 둥인향

둥인 향의 위치

둥인향(한국어: 동인향, 중국어: 東引鄉, 병음: Dōngyǐn Xiāng)은 중화민국 롄장 현의 향이다. 넓이는 4.7 km2이고, 인구는 2015년 8월 기준으로 1,268명이다.
러화 촌(樂華村)이 둥인 향의 행정·경제의 중심지이다.

## 지리
둥인 향은 마쭈 열도 북부, 민강 하구의 북쪽에 위치한다. 향을 구성하는 주요 도서로는 둥인 섬(東引島)과 시인 섬(西引島)을 들 수 있고 두 섬은 중주 둑으로 연결되어 있다. 시인 섬에는 주민이 살지 않고 촌락은 둥인 섬에 위치하고 있다.

## 역사
원래부터 마쭈 향의 영역이었지만, 1954년에는 본토를 상실한 뤄위안 현이 교치되어 중화민국 뤄위안 현이 둥인 지역에 있게 되었다. 그러나 1956년에 원래대로 롄장으로 돌아갔다.

## 교통
- 둥인 공항
- 중주 항